# العلاقات السنغالية المولدوفية
العلاقات السنغالية المولدوفية هي العلاقات الثنائية التي تجمع بين السنغال ومولدوفا.

## مقارنة بين البلدين
هذه مقارنة عامة ومرجعية للدولتين:
| وجه المقارنة                                              | السنغال                                              | مولدوفا                           |
| --------------------------------------------------------- | ---------------------------------------------------- | --------------------------------- |
| المساحة (كم2)                                             | 196.72 ألف                                           | 33.85 ألف                         |
| عدد السكان (نسمة)                                         | 15.85 مليون                                          | 2.55 مليون                        |
| الكثافة السكانية (ن./كم²)                                 | 80.57                                                | 75.33                             |
| العاصمة                                                   | داكار                                                | كيشيناو                           |
| اللغة الرسمية                                             | لغة فرنسية، اللغة الولوفية، باديارا ‏، اللغة البلنتية | اللغة المولدوفية، اللغة الرومانية |
| العملة                                                    | فرنك غرب أفريقي                                      | ليو مولدوفي                       |
| الناتج المحلي الإجمالي (بليون دولار)                      | 16.37 مليار                                          | 8.13 مليار                        |
| الناتج المحلي الإجمالي (تعادل القوة الشرائية) بليون دولار | 36.62 مليار                                          | 17.94 مليار                       |
| الناتج المحلي الإجمالي الاسمي للفرد دولار أمريكي          | 899                                                  | 3.65 ألف                          |
| الناتج المحلي الإجمالي للفرد دولار أمريكي                 | 2.33 ألف                                             | 4.98 ألف                          |
| مؤشر التنمية البشرية                                      | 0.466                                                | 0.693                             |
| رمز المكالمات الدولي                                      | +221                                                 | +373                              |
| رمز الإنترنت                                              | .sn                                                  | .md                               |
| المنطقة الزمنية                                           | 00                                                   | ت ع م+02:00، ت ع م+03:00          |

## منظمات دولية مشتركة
يشترك البلدان في عضوية مجموعة من المنظمات الدولية، منها:
| علم المنظمة | اسم المنظمة                               | تاريخ انضمام السنغال | تاريخ انضمام مولدوفا |
| ----------- | ----------------------------------------- | -------------------- | -------------------- |
|             | مؤسسة التنمية الدولية                     | 31 أغسطس 1962        | 14 يونيو 1994        |
|             | يونسكو                                    | 10 نوفمبر 1960       | 27 مايو 1992         |
|             | وكالة ضمان الاستثمار متعدد الأطراف        | 12 أبريل 1988        | 9 يونيو 1993         |
|             | الأمم المتحدة                             | 28 سبتمبر 1960       | 2 مارس 1992          |
|             | الفريق المعني برصد الأرض                  | ?                    | ?                    |
|             | الاتحاد البريدي العالمي                   | ?                    | ?                    |
|             | البنك الدولي للإنشاء والتعمير             | 31 أغسطس 1962        | 12 أغسطس 1992        |
|             | الاتحاد الدولي للاتصالات                  | 15 نوفمبر 1960       | 20 أكتوبر 1992       |
|             | منظمة حظر الأسلحة الكيميائية              | ?                    | ?                    |
|             | مؤسسة التمويل الدولية                     | 31 أغسطس 1962        | 10 مارس 1995         |
|             | المركز الدولي لتسوية المنازعات الاستشارية | 21 مايو 1967         | 4 يونيو 2011         |
|             | منظمة التجارة العالمية                    | ?                    | ?                    |
|             | منظمة الشرطة الجنائية الدولية             | ?                    | ?                    |

## وصلات خارجية
- موقع وزارة الخارجية السنغالية
- موقع وزارة الخارجية المولدوفية